# Cerámica Kasama
La Cerámica Kasama (笠間焼 Kasama-yaki?) es un estilo de cerámica japonesa elaborada en Kasama, Prefectura de Ibaraki, Japón.

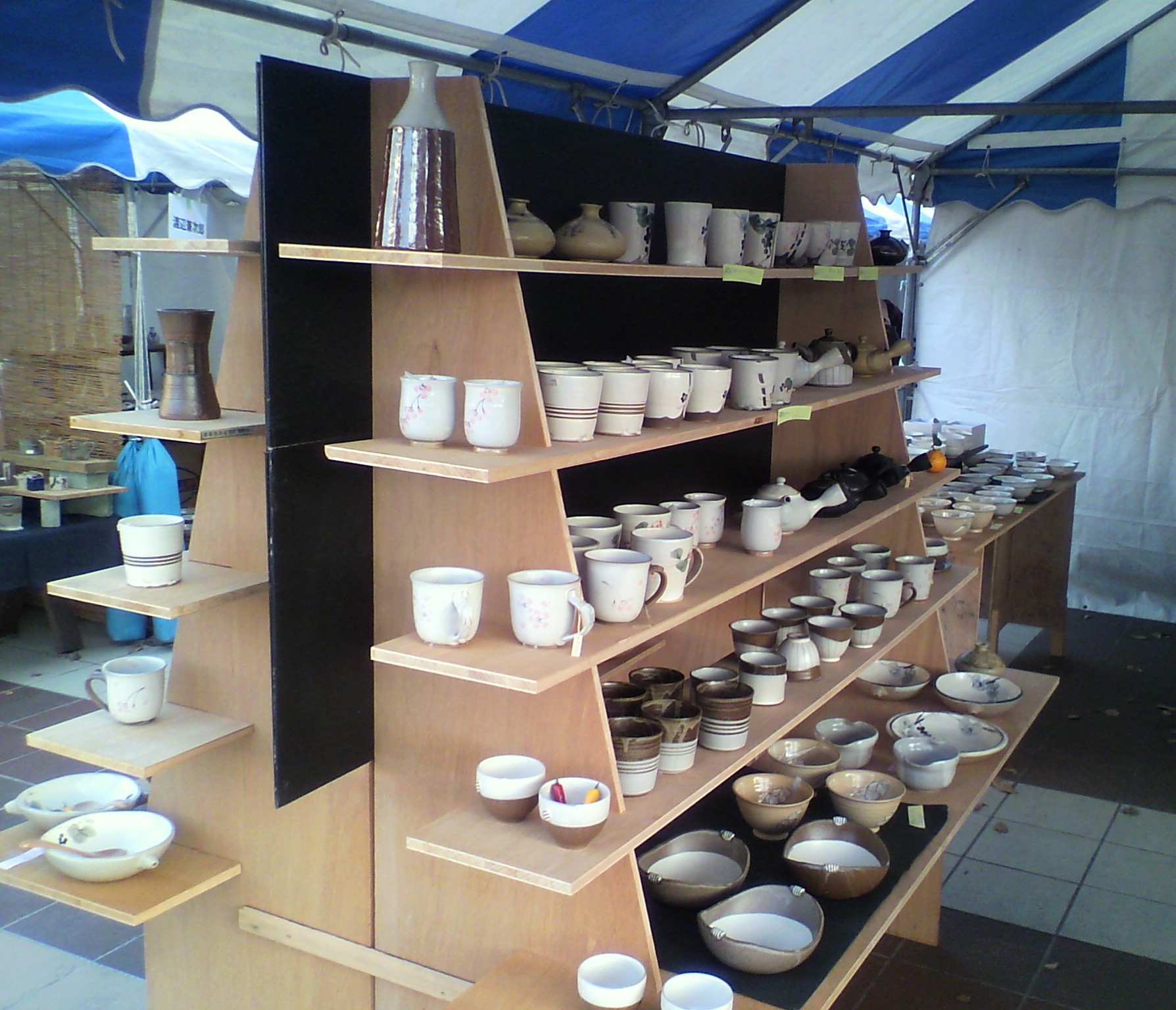
Cerámica Kasama en Tsukuba.

## Antecedentes
La alfarería japonesa se remonta a los períodos Jōmon (縄文時代 Jōmon-jidai)y Yayoi (弥生時代 Yayoi-jidai).
Durante mediados del período Edo alfareros de la cerámica Shigaraki-yaki del área de Shigaraki (信楽町) en la actual Prefectura de Shiga viajaron a esta zona de Kasama para vender sus mercancías o para buscar empleo. Durante los años 1770, el jefe de la aldea de Hakoda (箱田村) en la antigua Provincia de Hitachi (actual Prefectura de Ibaraki) invitó a un alfarero de Shiragaki para construir un horno en su aldea. El nuevo horno produjo vasijas y recipientes utilitarios lisos, pero pronto recibió el patrocinio y la protección del daimio del Dominio de Kasama, que controló la villa de Hakoda. Esto marca el comienzo del estilo llamado Kasama-yaki.
Kasama ha sido popular por su cerámica desde entonces, más conocida como kasama-yaki (笠間焼). Es de color marrón rojizo, con un esmalte negro. Hasta no hace mucho tiempo, kasama-yaki se utilizaba para hacer los utensilios de uso diario, como grandes ollas.
La alfarería de Kasama tiene una historia, que la conecta con la cerámica de las inmediaciones, la llamada mashiko-yaki (益子焼) en la Prefectura de Tochigi.

## La cerámica actual
La moderna kasama-yaki se hace en casi cualquier estilo y color, desde vajillas y utensilios de cocina, hasta obras de arte. Se destaca por su buena calidad, y por lo tanto Kasama es uno de los centros artísticos más importantes de la Región de Kantō. Utensilios para la ceremonia del té, floreros y recipientes para sake llamados cerámicas Kasama se producen también aquí en esta área.
La mayoría de los productos son hechos a mano.
En la Región de Kantō, actualmente, se conoce a la ciudad de Kasama como un gran centro de producción de cerámica junto con la localidad de Mashiko (益子町) que produce la cerámica Mashiko.